# Ronja Maltzahn

Ronja Maltzahn mit einer Gitalele (2020)

Ronja Maltzahn (* 12. Dezember 1993 in Bad Pyrmont) ist eine deutsche Sängerin, Songschreiberin und Multiinstrumentalistin.

## Werk (Musikerin)
Maltzahn spielt Cello, Gitarre, Ukulele, Piano und schreibt Texte in verschiedenen Sprachen. Ihre Musik bewegt sich im Crossover zwischen Folk und Pop. In ihrer größten Formation umfasst ihre Band, das BlueBird Orchestra, 15 Musiker, Tänzer sowie visuelle Künstler. Verwendet werden Nyckelharpa, Geige, Saxophon, Flöte, Piano, Cello, Horn, Trompete, Drums, Bass, Handpan und mehrstimmiger Gesang. Seit 2018 trat Maltzahn national und international bei mehreren hundert Konzerten auf. 2018 erschien ihr erstes Album Beautiful Mess bei Timezone Records. 2020 veröffentlichte sie ihr zweites Album Worldpop, dem am 29. Juli 2022 Heimweh folgte.

## Debatte um Dreadlocks als kulturelle Aneignung 2022
Für einen geplanten Auftritt auf einer Veranstaltung am 25. März 2022 in Hannover erhielt Maltzahn von einer Ortsgruppe von Fridays for Future eine kurzfristige Absage, weil es aus antikolonialistischer und antirassistischer Sicht nicht vertretbar sei, wenn eine weiße Person Dreadlocks auf der Bühne trage. Dies sei kulturelle Aneignung eines Symbols der schwarzen Bürgerrechtsbewegung. Der Vorgang löste eine breite Presseberichterstattung und kritische Kommentare zu der Ausladung aus. Maltzahn selbst erklärte, es gebe derzeit ganz andere gesellschaftlich relevante Themen.

## Diskografie
Studioalben
- 2018: Beautiful Mess (Timezone Records)
- 2020: Worldpop (Timezone Records)
- 2022: Heimweh (Timezone Records)
- 2025: Flow (Timezone Records)

## Auszeichnungen
- 2015: 3. Preis beim Friedenssong-Wettbewerb, Bonn[15]
- 2021: Panikpreis der Udo-Lindenberg-Stiftung[16][17]
- 2022: Förderpreis für junge Liedermacher der Hanns-Seidel-Stiftung[18]